# К. Шивашанкар
К. Шивашанкар (там. கே. சிவசங்கர்; 7 декабря 1948, Мадрас — 28 ноября 2021, Хайдарабад) — индийский хореограф, работавший в южно-индийской киноиндустрии, преимущественно в фильмах на телугу и тамильском языках.

## Биография
Родился 7 декабря 1948 года в Мадрасе. Под влиянием отца начал учиться классическому индийскому танцу ещё в детстве.
Начал карьеру в кино в 1974 году как ассистент хореографа Салима. Как самостоятельный хореограф дебютировал в фильме Kuruvikoodu 1980 года. За свою карьеру в кино поставил танцы примерно в 800 фильмах на 10 языках, в числе которых Mann Vasanai (1983), Suryavamsam (1997), Thiruda Thirudi (2003), «Великий воин» (2009) и «Бахубали: Начало» (2015). Он также сыграл несколько небольших ролей в фильмах, таких как инструктор танцев в «Непохожих» (2006) и христианский миссионер в Paradesi (2013).
Хореограф получил Национальную премию за постановку танца к песне «Dheera Dheera Dheera» для фильма «Великий воин», а также был четырехкратным лауреатом кинопремии штата Тамил-Наду, благодаря работе в фильмах Poove Unakkaga (1996), Vishwa Thulasi (2003), «Непохожие» (2006) и Uliyin Osai (2008).
В 2021 году после положительного результата на COVID-19, Шивашанкар несколько дней находился в реанимации больницы AIG в Хайдарабаде и скончался вечером 28 ноября.
У него остались жена Суганья и два сына: Виджай и Аджай.